# Laboratoř pro chlapy Jamese Maye
Laboratoř pro chlapy Jamese Maye (v anglickém originále James May's Man Lab) je britský dokumentární pořad, který provází typický anglický humor. Premiérově byl vysílán na stanici BBC od 31. října 2010 do 25. dubna 2013, v České republice na Prima Cool od 23. 11. 2012.

## Informace
James May, jeden z moderátorů pořadu Top Gear, se snaží řešit všechny problémy, které v normálním světě potkávají milióny mužů.

## Seznam dílů

### První řada (2010)
| # | #   | Výzvy | Premiéra ve VB | Premiéra v ČR |
| - | --- | --- | -------------- | ------------- |
| 1 | (1) | Jak zneškodnit bombu – Výroba kuchyňské desky – Svádění ve stylu Thomase Campiona – Jak vyčistit boty – Výroba železničního modelu – Jak si udělat sendvič s rybími prsty – Piknikový stůl na dálkové ovládání | 31.10. 2010    | 23.11. 2012   |
| 2 | (2) | Výroba vlastního baru – Lodí bez navigace z Anglie do Francie – Pistolní duel – Co dělat, když vám dojde toaletní papír – Vytvořit orchestr z hudebníků 1. stupně                                              | 7.11. 2010     | 30.11. 2012   |
| 3 | (3) | Jak natočit starý film a postavit kino – Souboj se šavlí – Jak zvládnout první rande – Koncert orchestru 1. stupně v St Martin-in-the-Fields                                                                   | 14.11. 2010    | 7. 12. 2012   |

### Druhá řada (2011)
| # | #   | Výzvy | Premiéra ve VB | Premiéra v ČR |
| - | --- | --- | -------------- | ------------- |
| 1 | (4) | Únik z věznice Dartmoor – Výroba kulečníku – Jak nakreslit portrét – Jak si zapamatovat jména hostů na večírku | 25.10. 2011    | 14.12. 2012   |
| 2 | (5) | Kapela Love Fangus na High Voltage Festival – Jak vyrobit vlastní toaletní papír – Noc na hradě Lympne         | 1.11. 2011     | 28.12. 2012   |
| 3 | (6) | Ruční lis na citrony - Jak hrát na kytaru - Vesmírný zvířecí pohřeb - Montérky jako společenský oblek          | 8.11. 2011     | 4.1. 2013     |
| 4 | (7) | Švýcarské armádní kolo - Jak kopnout penaltu - Záchodová zahrádka - Stavba člunu                               | 15.11. 2011    | 11.1. 2013    |
| 5 | (8) | Vánoční speciál                                                                                                | 18.12. 2011    | 18.1. 2013    |

### Třetí řada (2013)
| # | #    | Výzvy | Premiéra ve VB | Premiéra v ČR |
| - | ---- | --- | -------------- | ------------- |
| 1 | (9)  | Jak vytvořit svou vlastní pizzu - James a Ozz posílají parťáka Roryho na ochutnávku vína - James komentuje Grand National 2012 | 28.3. 2013     |               |
| 2 | (10) | James loví blesky - Mistrovství světa v kámen, nůžky, papír - James zlepšuje schéma Neighbourhood Watch                        | 4.4. 2013      |               |
| 3 | (11) | | 11.4. 2013     |               |
| 4 | (12) | | 18.4. 2013     |               |
| 5 | (13) | | 25.4. 2013     |               |